# Before I Sleep
Pour plus de détails, voir Fiche technique et Distribution.
Before I Sleep est un film américain réalisé par Aaron Sharff et Billy Sharff, est sortie en 2013.

## Fiche technique
- Titre original : Before I Sleep
- Titre français :
- Réalisation : Aaron Sharff et Billy Sharff
- Scénario : Aaron Sharff et Billy Sharff
- Direction artistique :
- Décors :
- Décorateur de plateau :
- Costumes : Michele Macadaeg (Costume Design)
- Maquillage : Lisette Murphy (key makeup artist)
- Photographie : Matt Bucy
- Directeur de la photographie :
- Montage :
- Musique :
- Production : 
  - Producteur : Aaron Sharff, Billy Sharff
  - Producteur exécutif : E.W. Stetson
- Société(s) de production : Elemental Cinema
- Société(s) de distribution :
- Pays d’origine :   États-Unis
- Année : 2013
- Langue originale : anglais
- Format : couleur
- Genre : drame
- Durée : 82 minutes
- Dates de sortie :
  -  États-Unis : 19 octobre 2013 (Heartland Film Festival)

## Distribution
- David Warner : Eugene Devlin
- Tom Sizemore : Randy
- Bonnie Wright : Phoebe
- Cynthia Gibb : Caroline
- Eric Roberts : David
- Alice St. Clair : Zooey
- Chevy Chase : Gravedigger
- James Rebhorn : Priest
- Jamie Bamber : Paul
- Eugene Simon : Eugene à 20 ans
- Campbell Scott : Eugene à 48 ans
- Sasha Spielberg : Rachel